# Tetraedrita-(Ni)
La tetraedrita-(Ni) és un mineral de la classe dels sulfurs que pertany al subgrup de la tetraedrita.

## Característiques
La tetraedrita-(Ni) és una sulfosal de fórmula química Cu₆(Cu₄Ni₂)Sb₄S₁₂S. Va ser aprovada com a espècie vàlida per l'Associació Mineralògica Internacional l'any 2021 i publicada l'any següent. Cristal·litza en el sistema isomètric.
L'exemplar que va servir per a determinar l'espècie, el que es coneix com a material tipus, es troba conservat a la col·lecció mineralògica del Museu Geològic de la Xina, a Beijing (República Popular de la Xina), amb el número de catàleg: m16119.

## Formació i jaciments
Va ser descoberta a l'ofiolita de Luobusha, situada al comtat de Qusum, dins la prefectura de Shannan (Tibet, República Popular de la Xina), sent l'únic indret de tot el planeta on ha estat descrita aquesta espècie mineral.